# Nationalpakt (Libanon)
Als libanesischer Nationalpakt (arabisch الميثاق الوطني, DMG al-Mīṯāq al-Waṭanī) wird eine ungeschriebene Übereinkunft bezeichnet, die 1943 zwischen Béchara el-Khoury, dem damaligen Staatspräsidenten des Libanon, einem Christen, und dem damaligen Premierminister des Libanon, Riad as-Solh, einem sunnitischen Muslim, in mehreren Treffen vereinbart wurde. Die Einigung sollte einer Debatte Rechnung tragen, in der Muslime ihre Furcht vor einer zu starken Einflussnahme westlicher Mächte auf den Libanon formulierten und andererseits Christen ihre Befürchtung vor einer Majorisierung durch die muslimisch-arabische Welt zum Ausdruck brachten. In muslimischen Kreisen wurde die Trennung des Libanon von seinem syrischen Umland bereits seit Beginn des französischen Mandats kritisch und als Widerspruch zu panarabischen Bestrebungen gesehen. Eine Vereinigung des Libanon mit Syrien galt vielen Muslimen als sinnvolle Option. 
Wichtige im Nationalpakt enthaltene Regelungen waren die Verteilung der Abgeordnetensitze im libanesischen Parlament im Verhältnis von 6 zu 5 an Christen und Muslime und die Festlegung, dass der libanesische  Staatspräsident stets maronitischer Christ, der Premierminister sunnitischer Muslim und der Sprecher des Parlaments schiitischer Muslim sein müsse. Der Nationalpakt wurde erstmals am 7. Oktober 1943 in einer ministeriellen Erklärung durch Solh verkündet.
Der Nationalpakt wurde anfangs als Interimsregelung betrachtet, die auf grundsätzliche Vorbehalte christlicher und muslimischen Führer reagierte. Es wurde davon ausgegangen, dass sich der libanesische Nationalgedanke nach der Unabhängigkeit festigen und der Konfessionalismus an Bedeutung verlieren würde. Das Gegenteil war jedoch der Fall. 
Der libanesische Bürgerkrieg (1975–1990) wurde mit dem Abkommen von Taif beendet, in dem die Sitzverteilung im Parlament zwischen Christen und Muslimen auf eins zu eins abgeändert und die Macht des maronitischen Präsidenten beschnitten wurde.